# Gare de Fenchurch Street
La gare de Fenchurch Street est une gare terminus de Londres située dans secteur sud-est de la Cité à 3,2 km à l'est de la gare de Charing Cross.
La station n'est pas desservie directement par les métros, néanmoins la station de Tower Hill, desservie par les rames de la Circle line et la District line du métro de Londres, est à environ 200 mètres au sud et la station Tower Gateway, desservie par la ligne de métro léger automatique Docklands Light Railway (DLR) est à environ 300 mètres à l'est.

## Service des voyageurs

### Desserte
La station est la tête de ligne de la compagnie c2c et l'une des 70 gares britanniques gérées par Network Rail. Les principales destinations de la gare sont Barking dans le Grand Londres, et Grays, Tilbury, Basildon, Leigh-on-Sea, Southend-on-Sea et Shoeburyness dans le sud de l'Essex.

## Dans la culture
La gare de Fenchurch Street est une des quatre gares de l'édition britannique du jeu Monopoly.